# Далеко в горах
«Далеко в горах» — советский художественный фильм, снятый режиссёром Александром Карповым в 1958 году на Фрунзенской и Алма-Атинской студиях.
Премьера фильма состоялась в сентябре 1958 года в Алма-Ате.

## Сюжет
Действие происходит на южных окраинах страны в горах Киргизии. Фильм повествует о борьбе большевиков и киргизских крестьян против богачей-баев и басмачей за лучшую, справедливую жизнь.

## В ролях
- Силамбек Кыдыралин — Искандер, большевик (в титрах С. Кыдралин)
- Джамал Сейдакматова — Зиягуль (в титрах Ж. Сейдахметова)
- Асанбек Умуралиев — Назаркул, табунщик
- Кемель Албанов — одноухий
- Муратбек Рыскулов — Сарыгул, бай
- А. Исабеков — Султанбек
- Аширалы Боталиев — Майлыш
- Садыкбек Джаманов — Мады (в титрах С. Жаманов)
- Шамши Тюменбаев — Абыл-мулла
- Мухтар Бахтыгереев — Культемир (в титрах М. Бахтыгиреев)
- Кирей Жаркимбаев — Сулейманкул
- Сатыбалды Далбаев — Самак
- Бакы Омуралиев — Чернявый
- З. Каракеева — мать Назаркула
- Марат Сыздыков — Длинноусый

### В эпизодах
- С. Бекмуратов
- Г. Галиев
- Мухат Жолтаев
- Х. Каримов
- З. Османкулова
- Евгений Попов
- Г. Сулейменов
- Ахат Толубаев

## Съёмочная группа
- Сценарий Токтоболота Абдумомунова
- Постановка Александра Карпова
- Операторы: Осман Зекки, Борис Сигов
- Режиссёр — Д. Тналина
- Художник — Юрий Вайншток
- Ассистент по монтажу — Р. Джангазина
- Композиторы: Абдылас Молдыбаев, А. Амонбаев
- Текст песен К. Акаева
- Звукооператор — Б. Левкович
- Редактор — О. Бондаренко
- Оркестр театра оперы и балета им. Абая
Дирижёр — Г. Дугашев
- Директор картины — А. Шевелев